# 華北製藥華盈製藥
華北製藥華盈製藥有限公司（North China Pharmaceutical SINOWIN Company Limited），屬於華北製藥和香港长盈财务有限公司聯營公司，在1995年成立，主要生產及研發结晶山梨醇生产工艺等产品。
而母公司曾和中國製藥母公司石家莊製藥集團合併，但已告吹，原因為是受到文化和效益問題。2009年6月被前稱金牛能源的冀中能源股份收購，成為旗下公司。  

## 外部連結
- 華北製藥華盈製藥有限公司